# 53055 Astrogapra
53055 Astrogapra este o planetă minoră (asteroid), cu un diametru de 1,968 km, din centura de asteroizi. A fost descoperită pe 15 decembrie 1998 la Caussols de OCA-DLR Asteroid Survey⁠(d). 
Obiectul prezintă o orbită caracterizată de o semiaxă mare de 2,276246927199 UAi, o excentricitate de 0,12520549892434, o înclinație de 2,8701636499858 ° în raport cu ecliptica.